# Schiaparelli (cráter lunar)

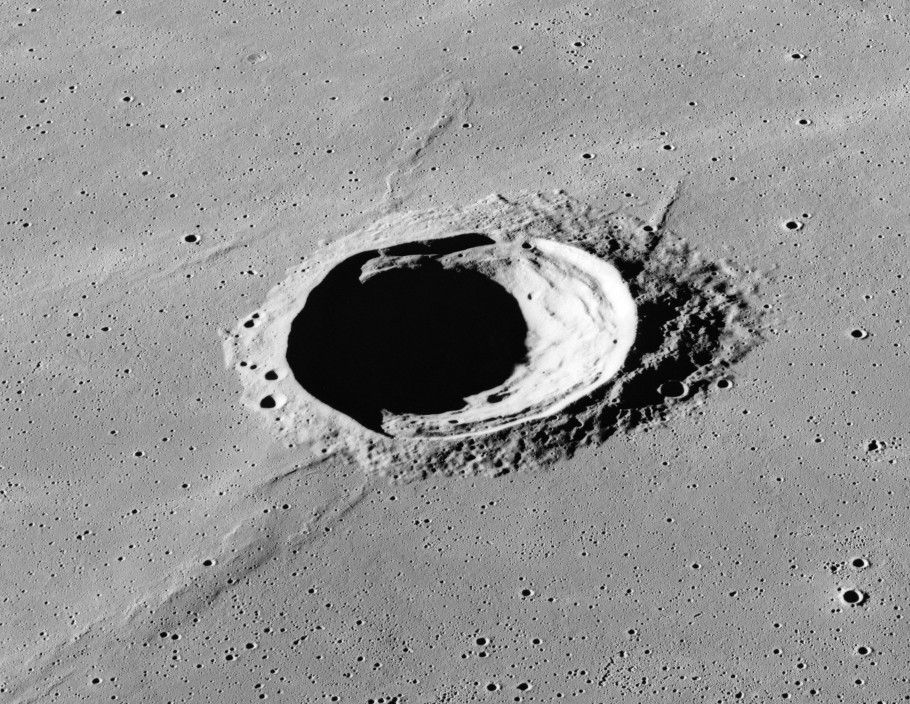
Fotografía de la misión Apolo 15

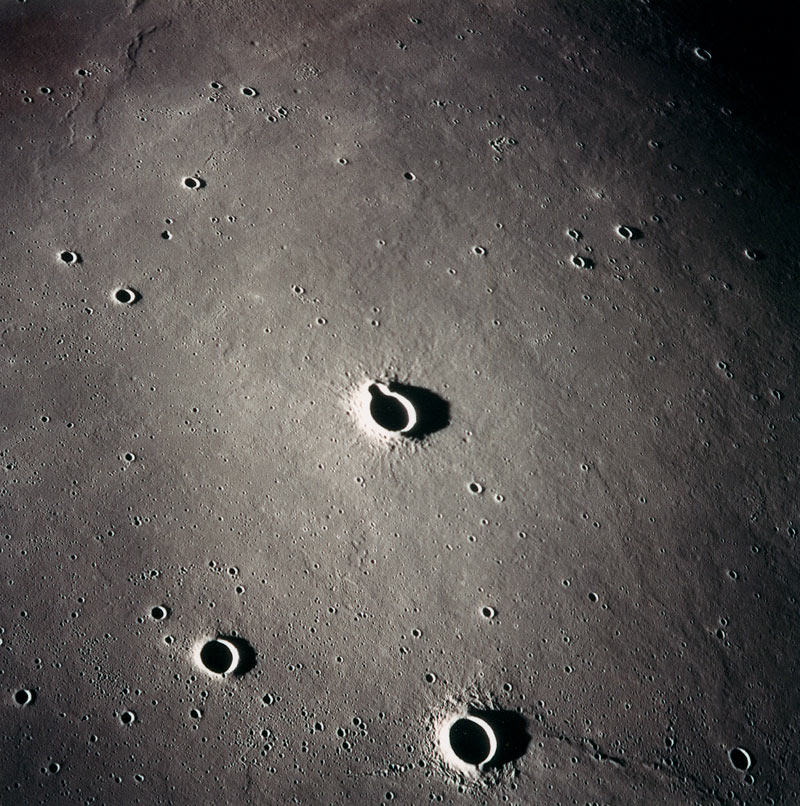
Fotografía de la misión Apolo 15. Schiaparelli C (arriba) y Schiaparelli E (abajo)

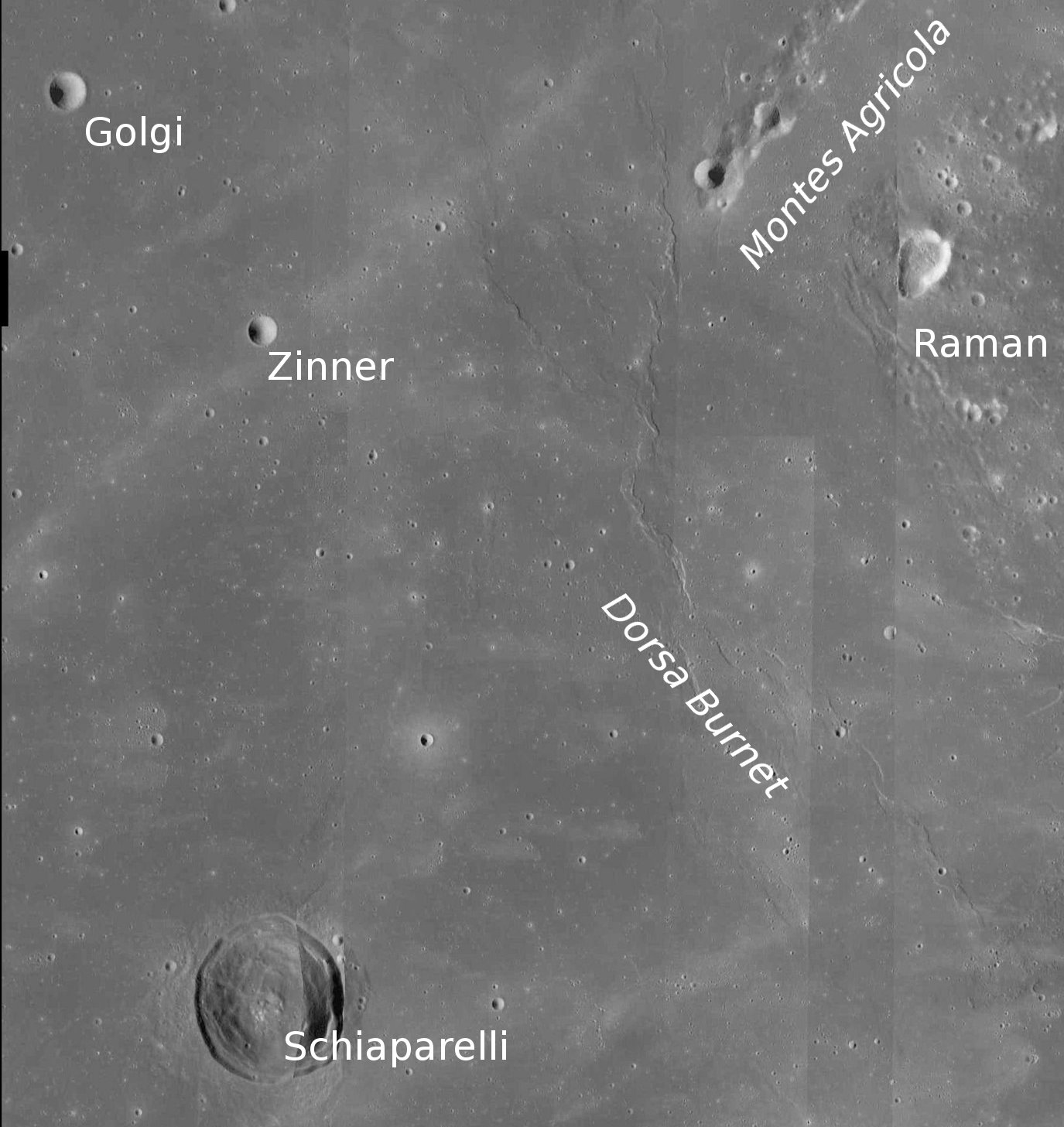
Fotografía de la misión Lunar Reconnaissance Orbiter

Schiaparelli es un cráter de impacto lunar ubicado en la parte occidental del Oceanus Procellarum, al oeste del cráter Herodotus. Este cráter se encuentra en una parte relativamente plana y exenta de rasgos característicos del mar lunar, aunque un sistema de marcas radiales del  distante cráter Glushko pasa por el borde suroriental de Schiaparelli, haciéndolo fácil de identificar.
|  |

El borde permanece relativamente afilado y libre de desgaste por otros impactos. Las paredes interiores se han desplomado, formando aterrazamientos alrededor de muchos tramos del perímetro. El suelo interior es algo irregular, pero carece de impactos notables. Un dorsum bajo se extiende desde el borde norte del cráter hacia el norte. Dentro del cráter se localiza una pequeña elevación central.

## Cráteres satélite
Por convención estos elementos son identificados en los mapas lunares poniendo la letra en el lado del punto medio del cráter que está más cercano a Schiaparelli.
|              | \| Schiaparelli \| Coordenadas \| Diámetro \| \| ------------ \| ----------------------------- \| -------- \| \| A \| 23°00′N 62°00′O / 23.0, -62.0 \| 7 km \| \| C \| 25°48′N 62°12′O / 25.8, -62.2 \| 6 km \| \| E \| 27°06′N 62°00′O / 27.1, -62.0 \| 5 km \| |          |
| Schiaparelli | Coordenadas | Diámetro |
| A            | 23°00′N 62°00′O / 23.0, -62.0 | 7 km     |
| C            | 25°48′N 62°12′O / 25.8, -62.2 | 6 km     |
| E            | 27°06′N 62°00′O / 27.1, -62.0 | 5 km     |

Los siguientes cráteres han sido renombrados por la UAI:
- Schiaparelli B - Véase Zinner (cráter).
- Schiaparelli D - Véase Golgi (cráter).

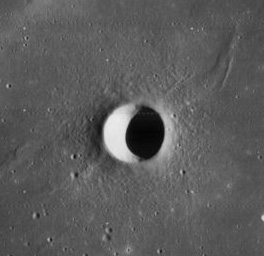
Schiaparelli A (Imagen Lunar Orbiter 4)
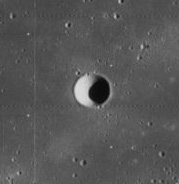
Zinner (Schiaparelli B) (Imagen Lunar Orbiter 4)
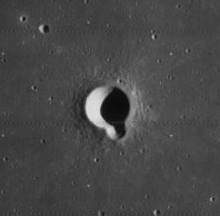
Schiaparelli C (Imagen Lunar Orbiter 4)
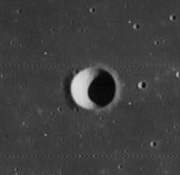
Golgi (Schiaparelli D) (Imagen Lunar Orbiter 4)
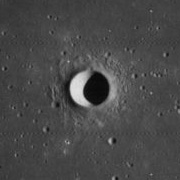
Schiaparelli E (Imagen Lunar Orbiter 4)